# Afzelius; sång & gitarr
Afzelius; sång & gitarr är det första livealbumet av Björn Afzelius, släppt 1984.

## Låtlista
Sida ett
1. "Sång till friheten" (Rodriguez/Afzelius) (Amtra Musik) - 2:59
2. "Flickan från landet i norr" (Bob Dylan) (Warner) - 2:56
3. (*) "Nattlig visit" (Afzelius/Amtra Musik) - 3:57
4. (**) "Fågel Fenix" (Med Mikael Wiehe) - 3:15
5. (**) "Vargen" (Med Wiehe) - 3:38

Sida två
1. "Damen med hunden" (Afzelius) (Amtra Musik) - 5:30
2. "DSB-blues" (Afzelius) (Amtra Musik) - 3:30
3. (*) "Barn av vår tid" (Nationalteatern) - 5:55
4. "Folkens kamp" (Goldberg) - 3:36

Samtliga utom (*) och (**) inspelade av Nils Hoffman på Monmartre, Köpenhamn, mars 1984.
(*) inspelade av Mikael Bergek, Stockholm 1977.
(**) inspelade av Nils Hoffman, Århus, mars 1984.
Mixat i Commendante Studios, Göteborg, november 1984 av Tommy Rander. Mikael Wiehe medverkar på "Fågel Fenix" och "Vargen" med tillstånd från Amalthea.

### Fotnoter
1. ↑  ”Sång & gitarr”. Discogs.com. http://www.discogs.com/Bj%C3%B6rn-Afzelius-S%C3%A5ng-Gitarr/release/3898816. Läst 13 januari 2013.